# Dīmītrīs Grammozīs
Dīmītrīs Grammozīs (in greco Δημήτρης Γραμμόζης; Wuppertal, 8 luglio 1978) è un allenatore di calcio ed ex calciatore tedesco naturalizzato greco, di ruolo centrocampista.

## Carriera
Ha giocato nella prima divisione tedesca, in quella greca ed in quella cipriota.

## Palmarès

### Giocatore
- Campionato cipriota: 1

Omonia: 2009-2010
- Supercoppa di Cipro: 1

Omonia: 2010
- Coppa di Cipro: 1

Omonia: 2010-2011